# نیوکوپ
نیوکوپ (به هلندی: Nieuwkoop) یک منطقهٔ مسکونی در هلند است که در هلند جنوبی واقع شده‌است. نیوکوپ −۵ متر بالاتر از سطح دریا واقع شده‌است.

## نگارخانه

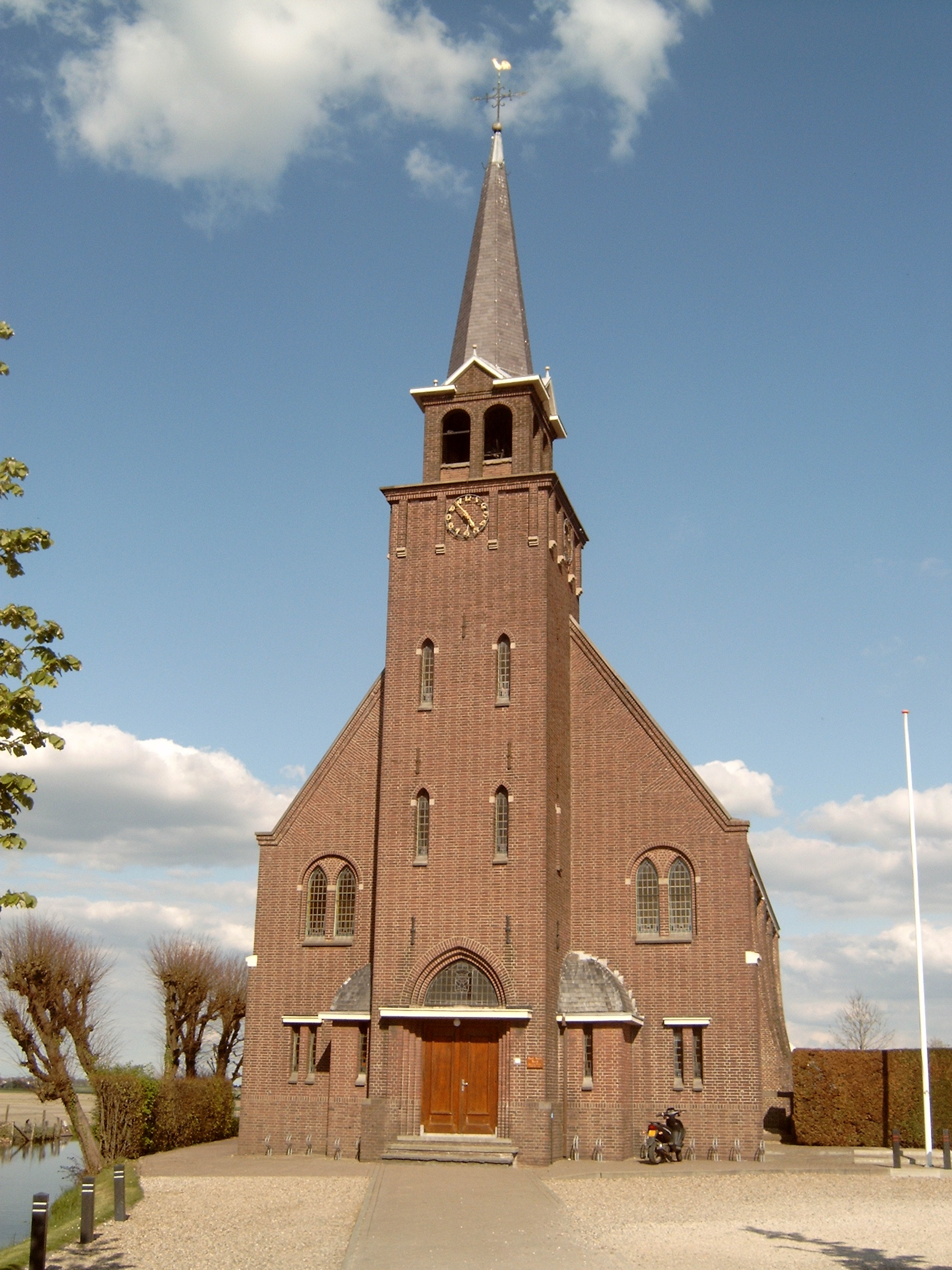
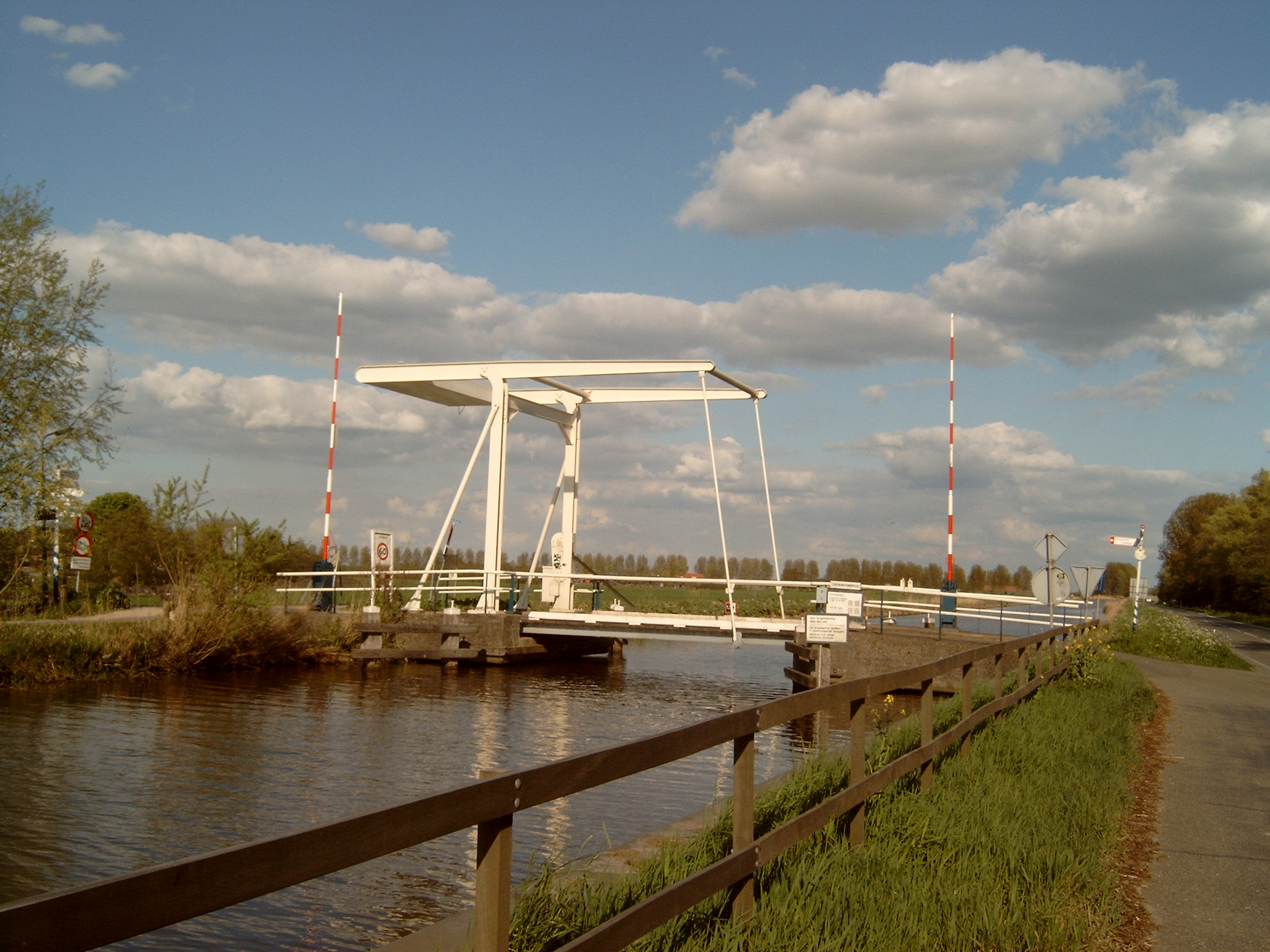